# 398 هـ
398 هـ هي سنة في التقويم الهجري امتدت مقابلةً في التقويم الميلادي بين سنتي 1007 و1008.

## مواليد
- ابن سيده
- محمد بن علي الدامغاني - عالم وفقيه وقاضي القضاة في بغداد.
- 5 جمادى الأولى:مولد المعز بن باديس أحد أمراء دولة بني زيري بالمغرب، تولى الإمارة وله من العمر نحو ثماني سنوات.
- أبو عبد الله الدامغاني

## وفيات
- أبو نصر الكلاباذي
- بديع الزمان الهمذاني
- مسلمة المجريطي

- محمد بن يحيى الجرجاني، عالم ومحدث وفقيه بغدادي.